# Groupement d'usines d'Éguzon
Le groupement d'usines d'Éguzon comprend six barrages, qui sont situés sur la rivière Creuse, entre les communes d'Anzême (Creuse) et de Badecon-le-Pin (Indre).

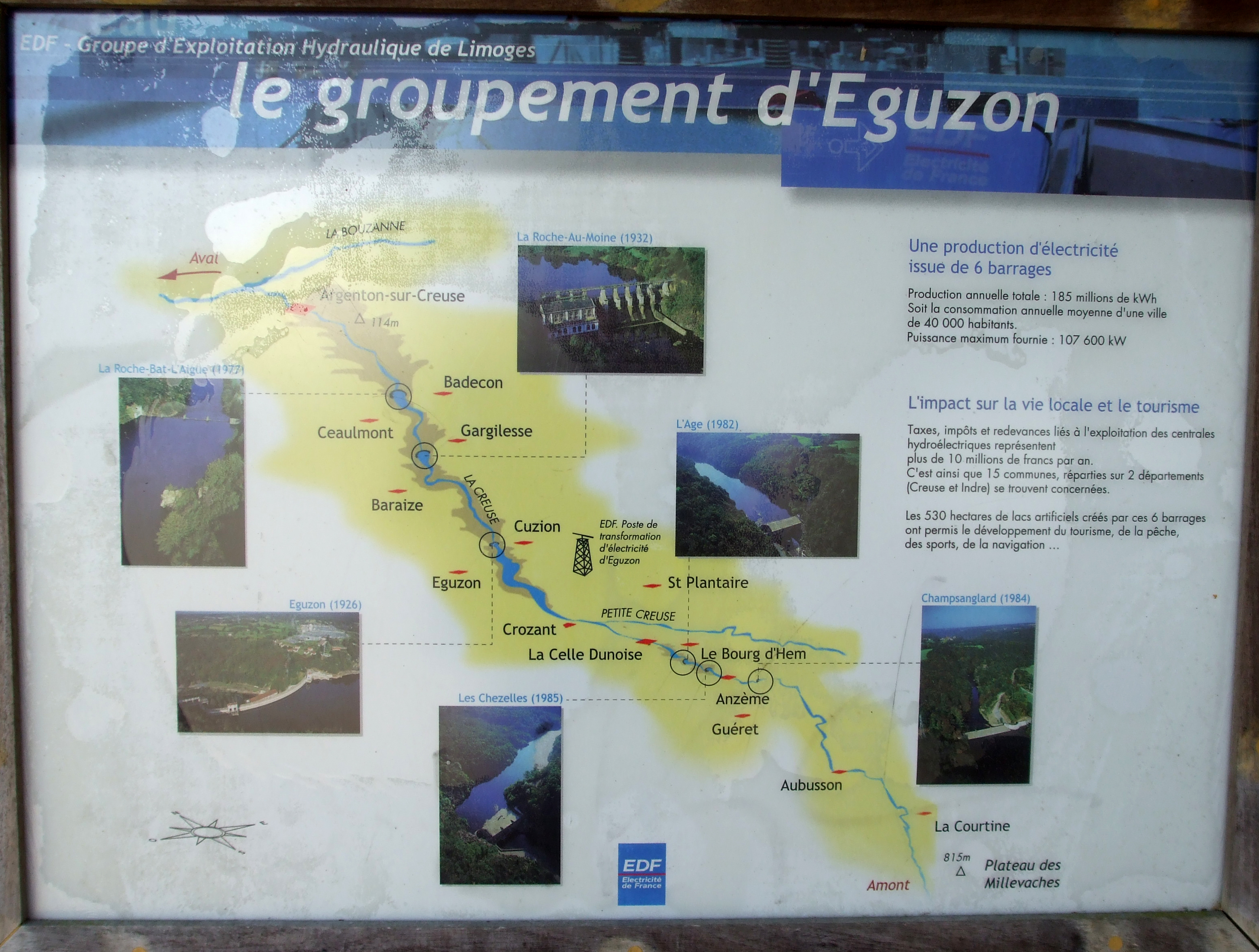
Le panneau d'information EDF sur le groupement d'usines d'Éguzon.

Électricité de France, est propriétaire de ce groupement et l'exploite. Au total, la puissance installée de ce groupement d’usines équivaut à 105 MW.
Elle permet selon l'exploitant, d'alimenter la consommation électrique moyenne d’une ville de 77 000 habitants,.

## Barrages

### Champsanglard
Le barrage de Champsanglard,, se situe sur le territoire des communes de Champsanglard (rive droite) et d'Anzême (rive gauche), dans le département de la Creuse (à 30 km en amont du barrage d'Éguzon). L'ouvrage fut mis en service en 1985 et EDF l'exploite au titre du décret de concession du 11 octobre 1985. Son rôle est de réguler la Creuse et de produire de l'électricité.
Le barrage est de type « Contreforts » et à pour caractéristiques, une hauteur de 19,5 m, une longueur de 102 m, une altitude de crête à 302 m et une surface de la retenue de 55 ha (4200 milliers de m³) soit 4,5 km. La surface du bassin versant est de 1050 km².
La retenue alimente trois groupes de production hydroélectrique installé directement dans le corps de l'ouvrage.
En période de crue, aucune manœuvre d’exploitation n’est nécessaire du fait de la particularité de ces barrages dits « à crête déversante ». L’eau passe de l’amont à l’aval par-dessus le barrage. 

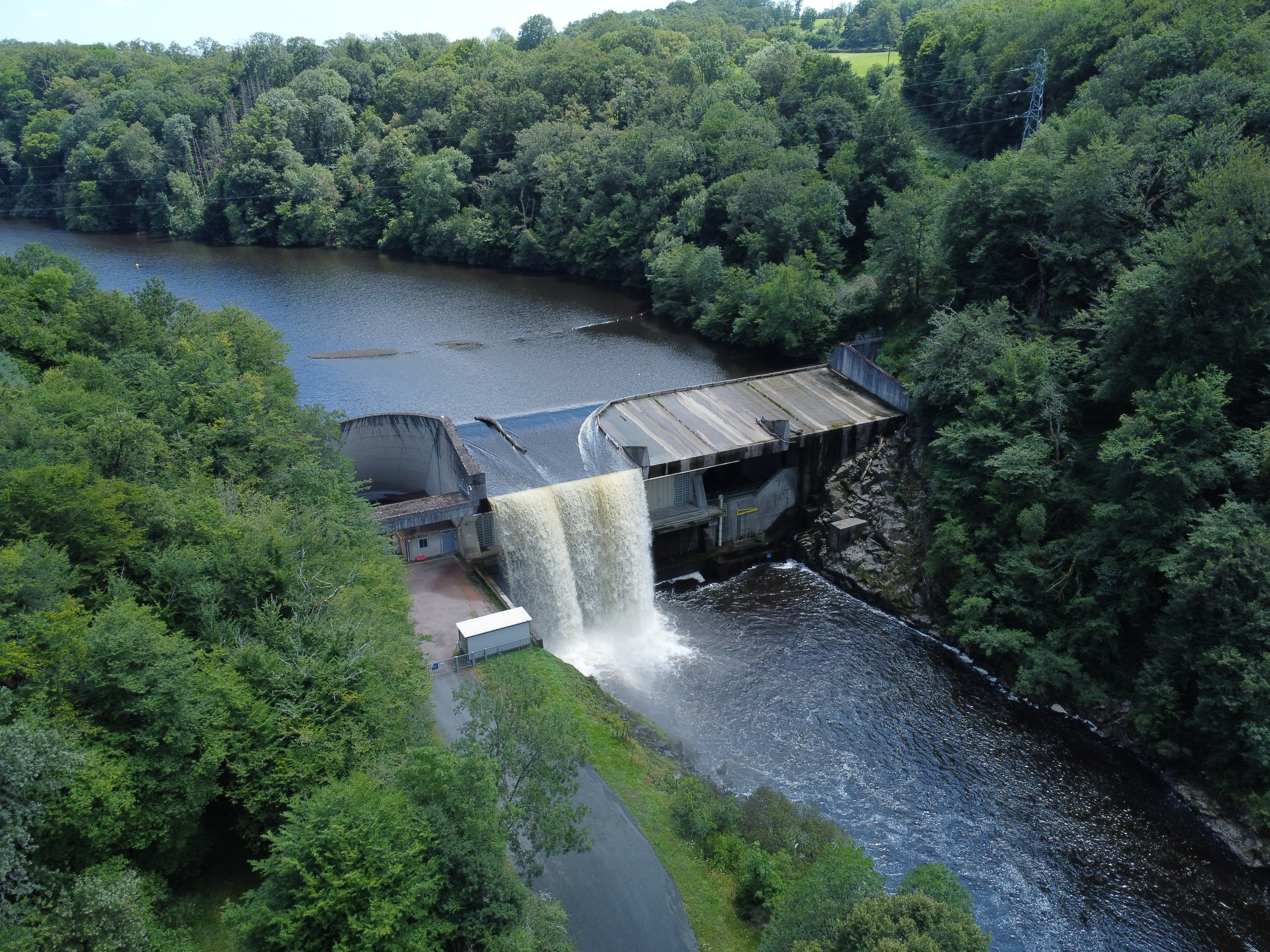
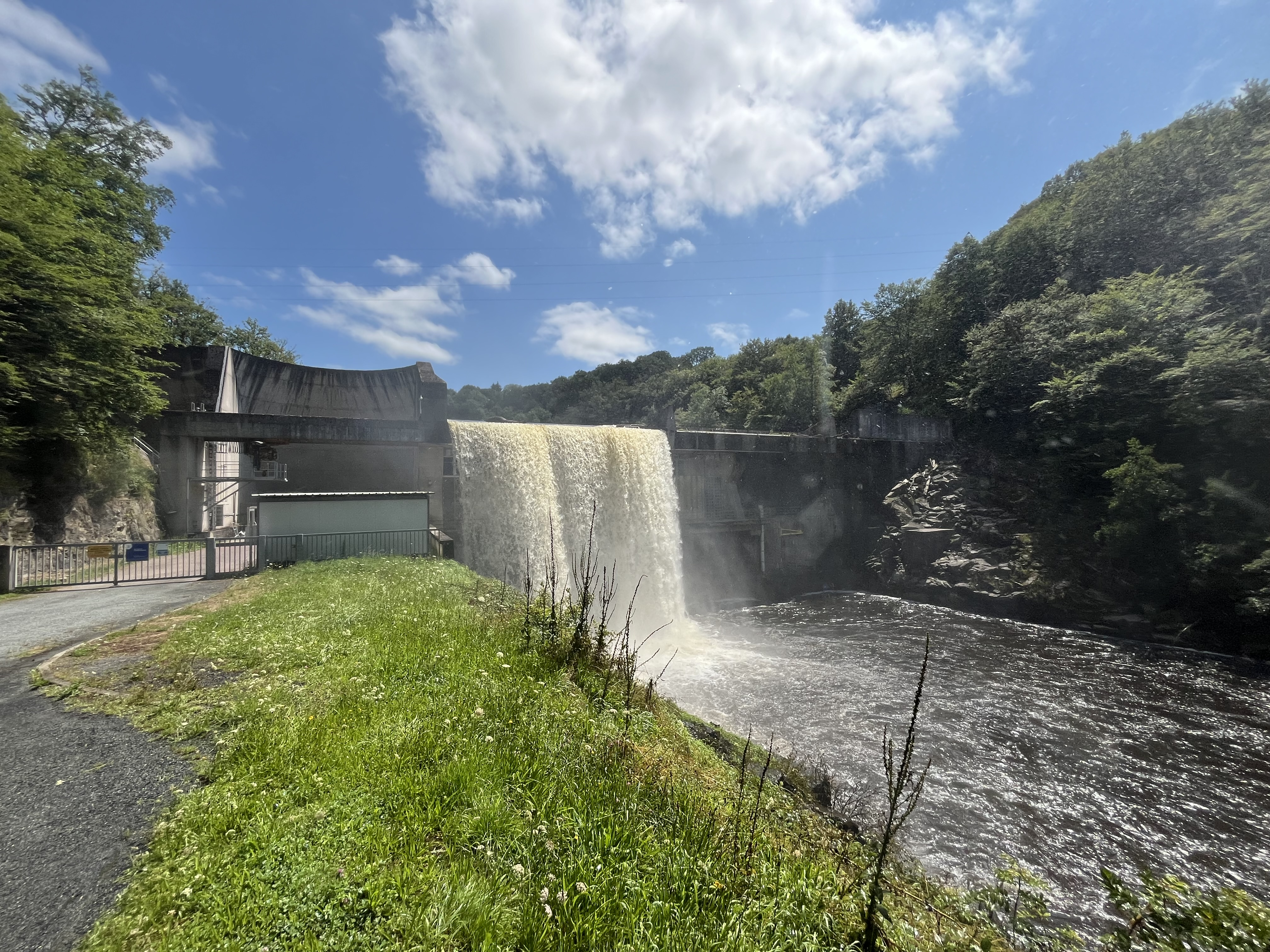
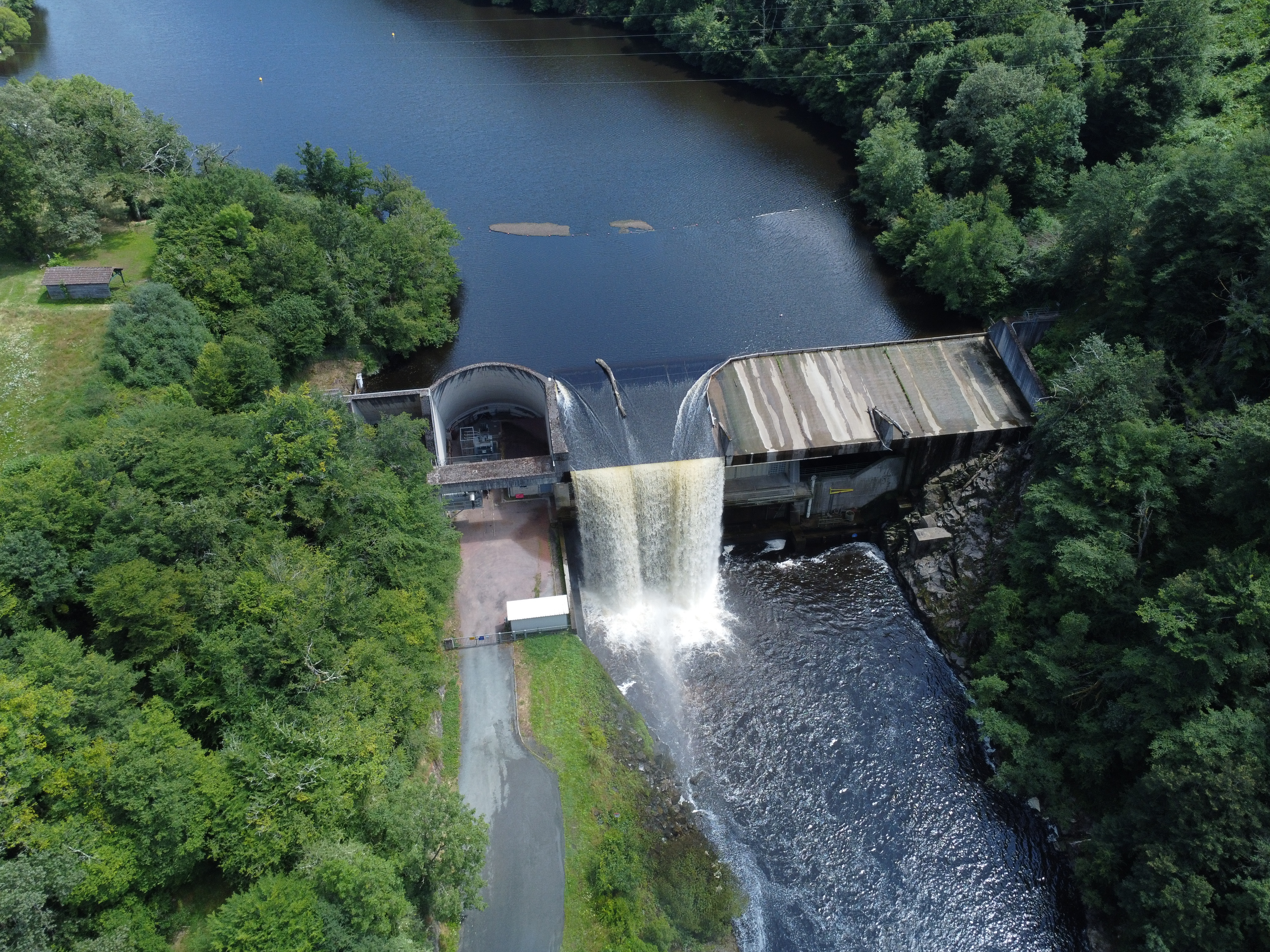
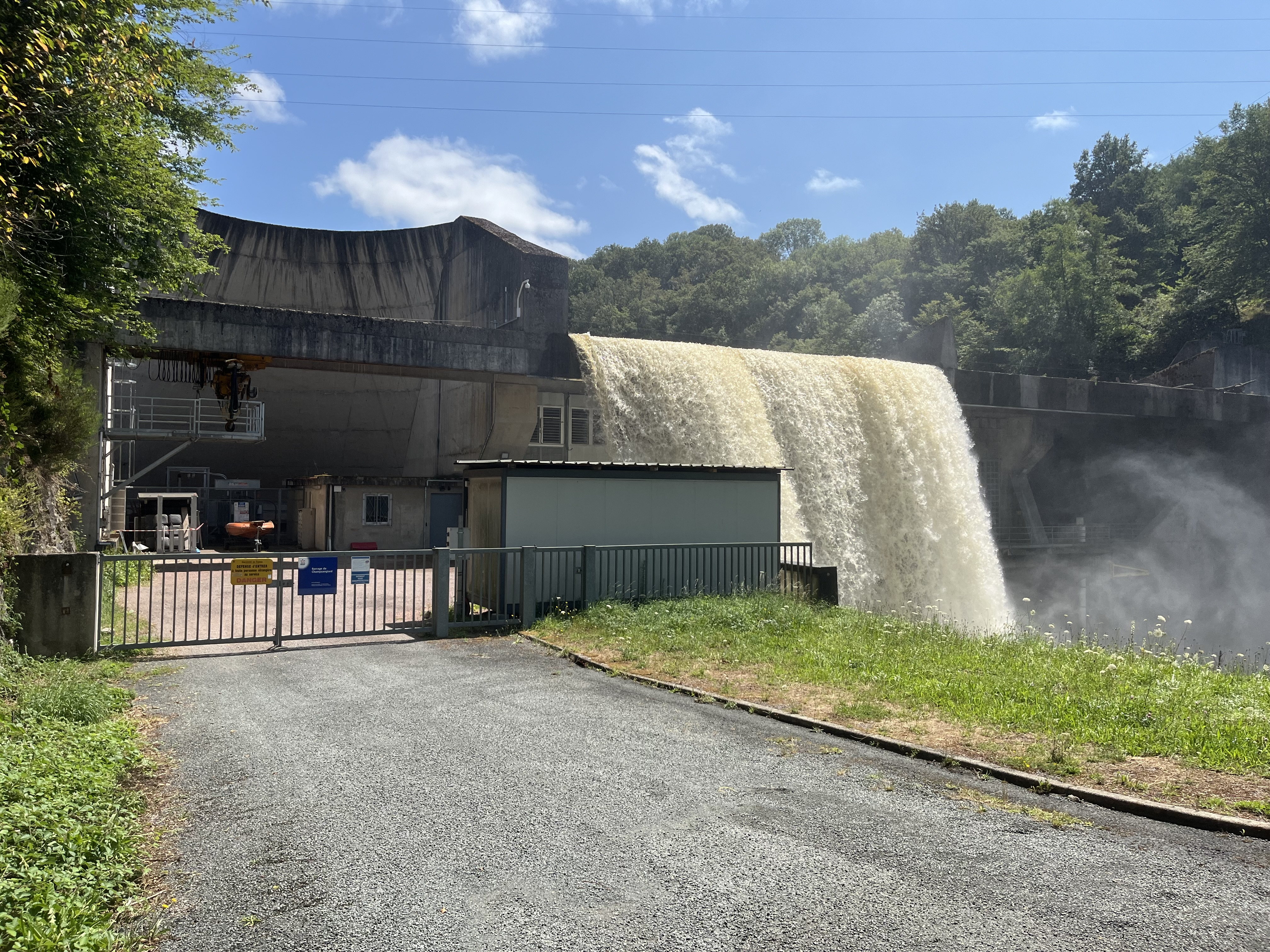

### Éguzon

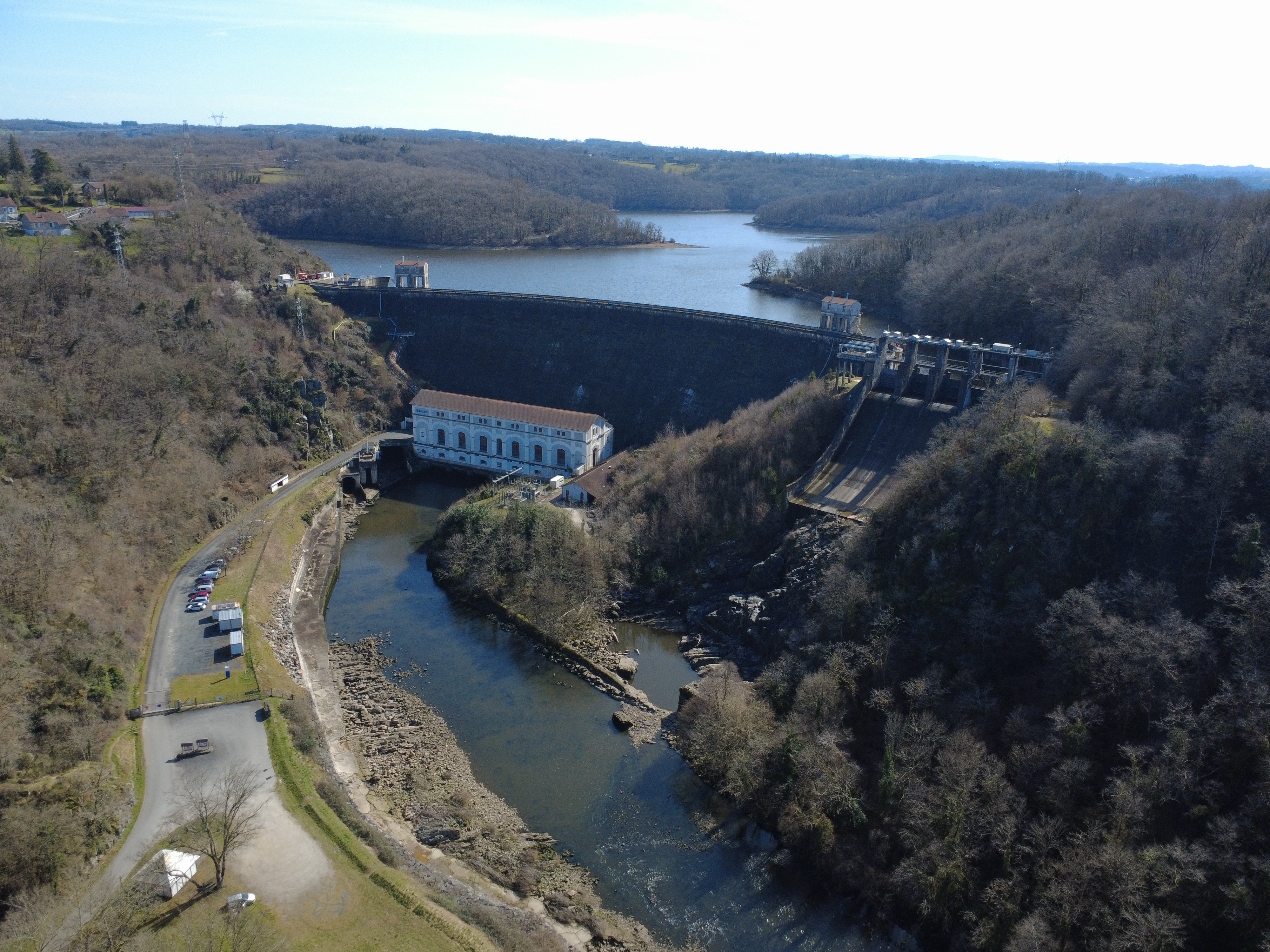
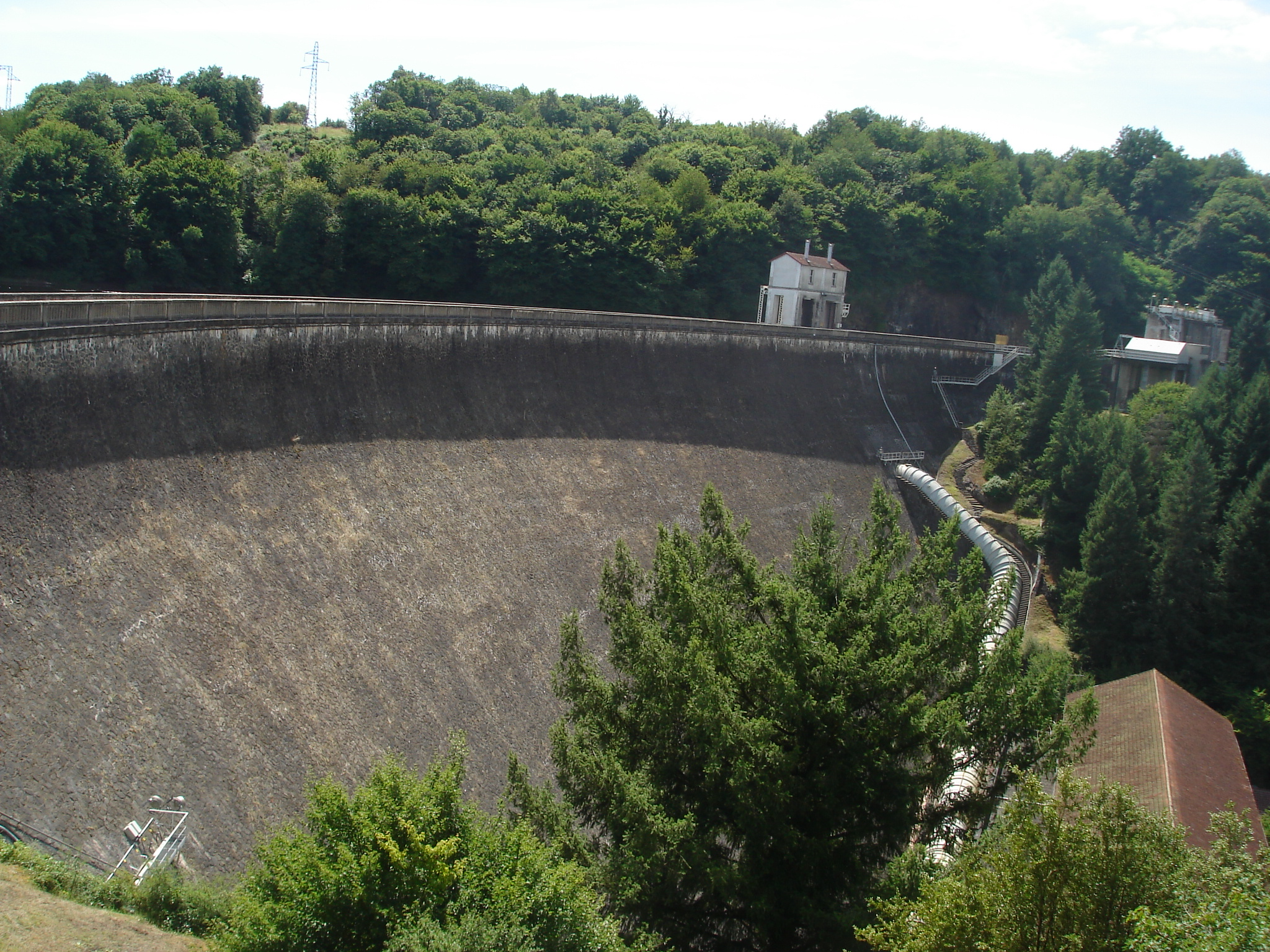
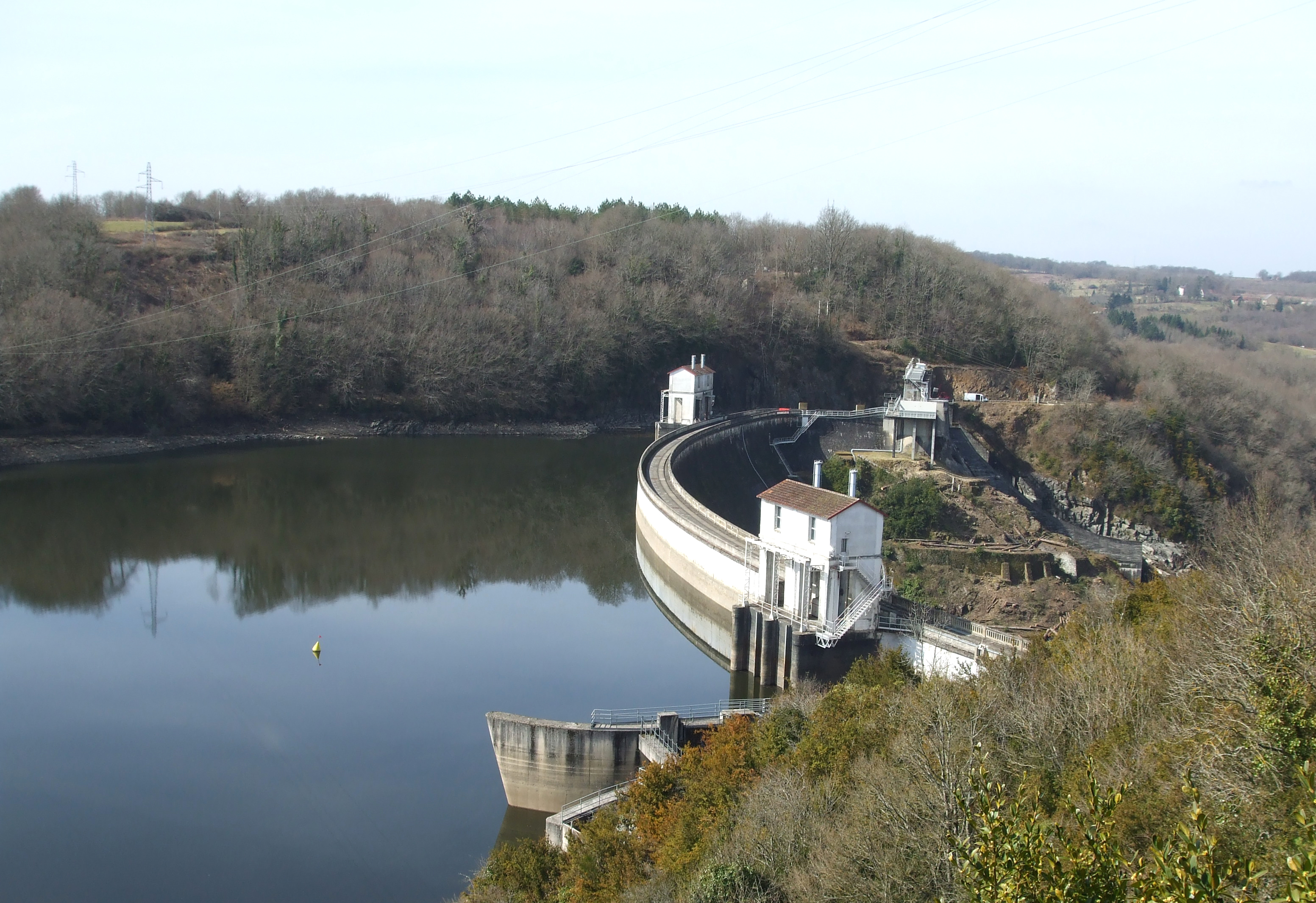

### Les Chezelles
Le barrage des Chezelles,, se situe sur le territoire des communes du Bourg-d'Hem (rive droite) et d'Anzême (rive gauche), dans le département de la Creuse (à 26 km en amont du barrage d'Éguzon).
L'ouvrage fut mis en service en 1985 et EDF l'exploite au titre du décret de concession du 11 octobre 1985. Son rôle est de réguler la Creuse et de produire de l'électricité.
Le barrage est de type « Contreforts » et à pour caractéristiques, une hauteur de 19,8 m, une longueur de 86,4 m, une altitude de crête à 277,5 m et une surface de la retenue de 23 ha (1200 milliers de m³) soit 3,6 km. La surface du bassin versant est de 1090 km².
La retenue alimente trois groupes de production hydroélectrique installé directement dans le corps de l'ouvrage.
En période de crue, aucune manœuvre d’exploitation n’est nécessaire du fait de la particularité de ces barrages dits « à crête déversante ». L’eau passe de l’amont à l’aval par-dessus le barrage. 

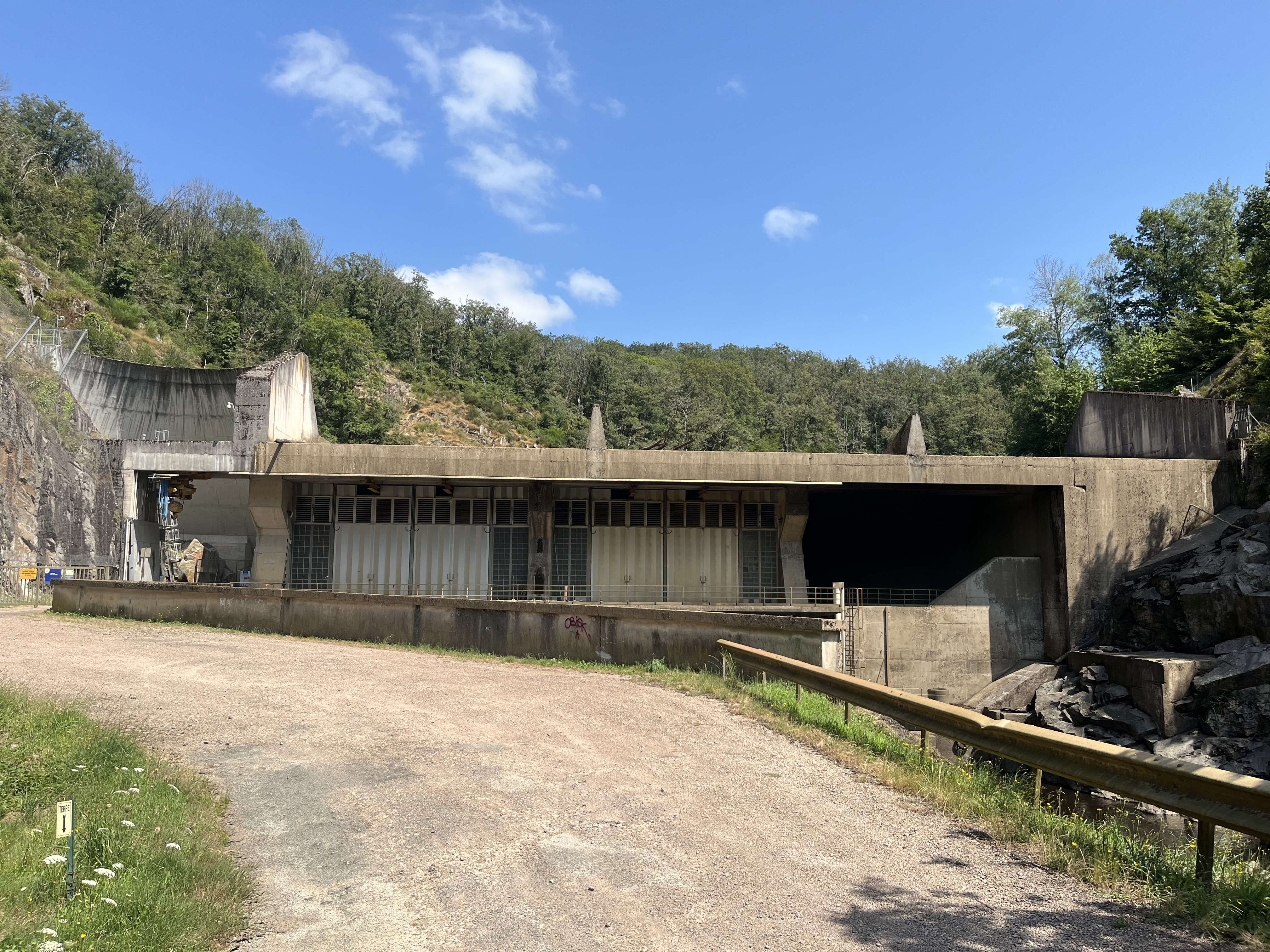
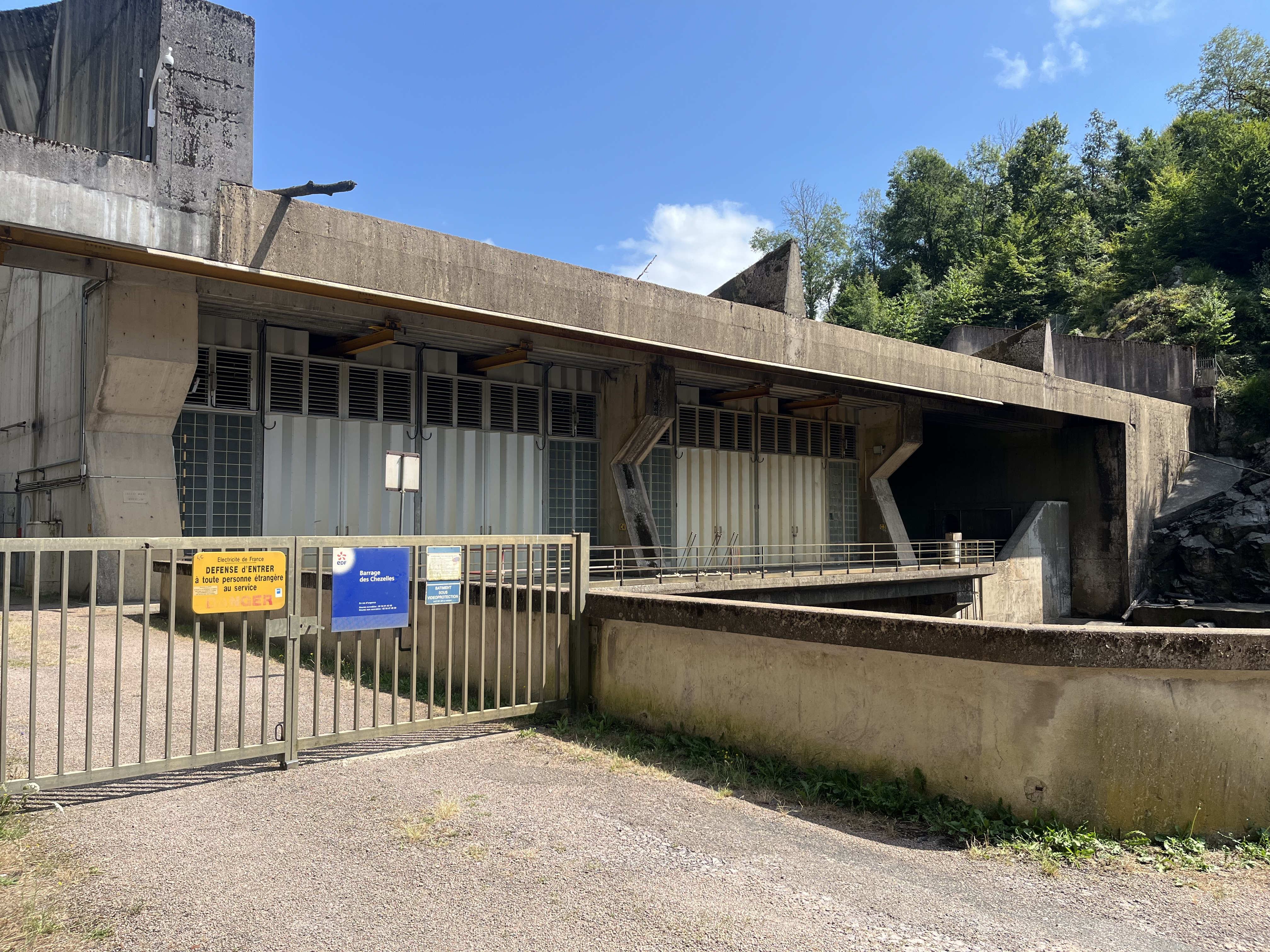
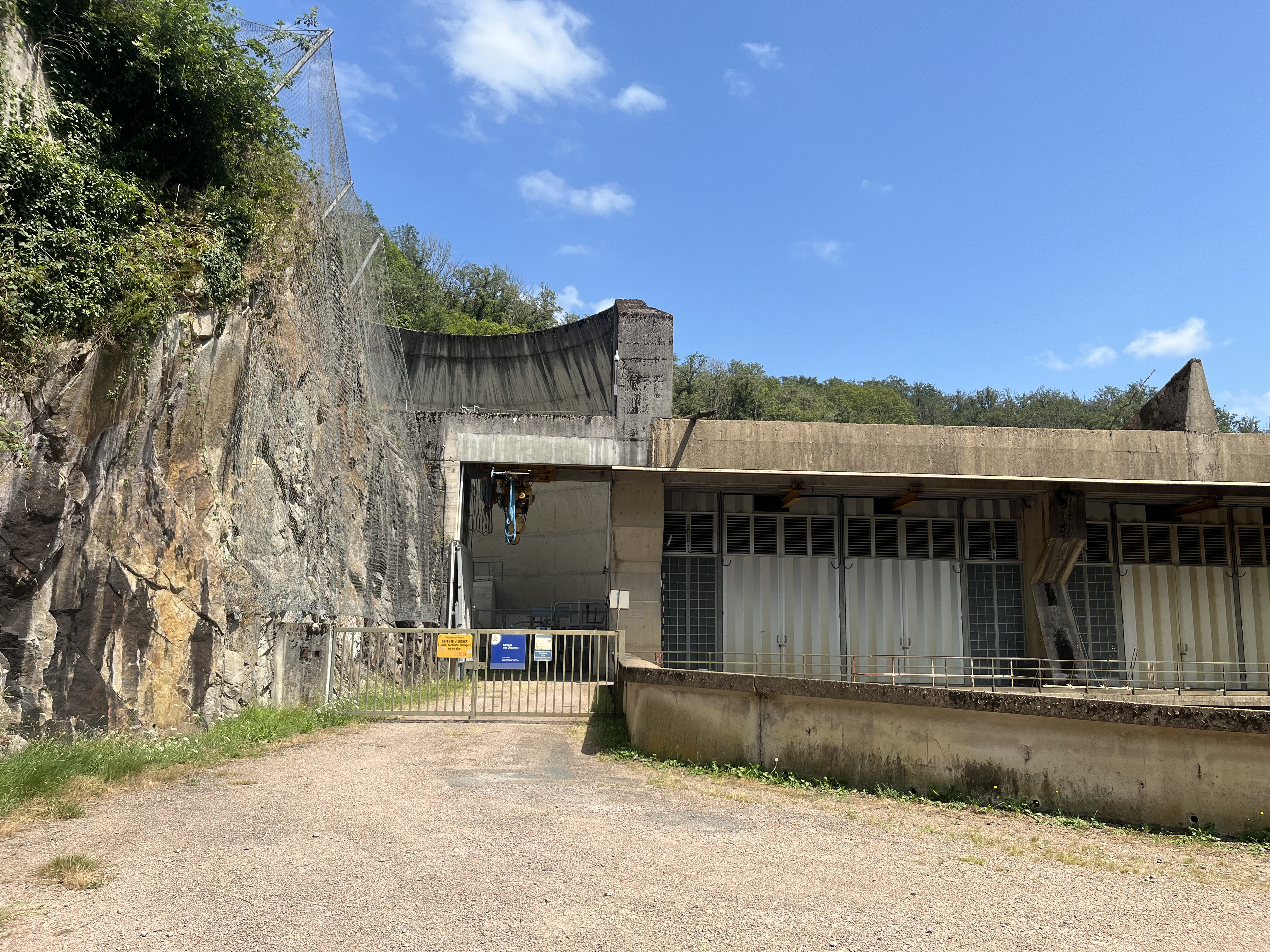
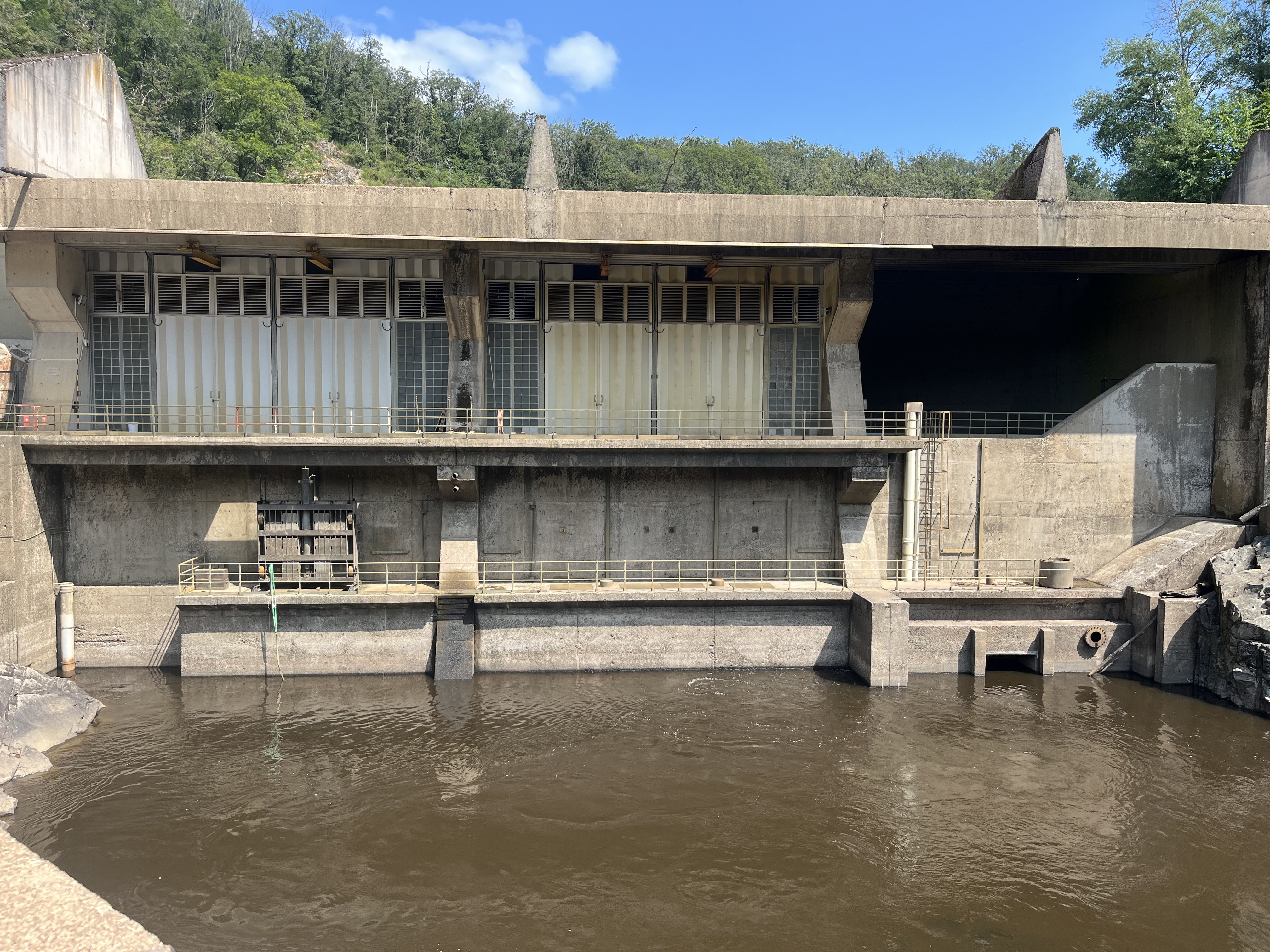

### L'Âge
Le barrage de L'Âge,, se situe sur le territoire des communes du Bourg-d'Hem (rive droite) et de La Celle-Dunoise (rive gauche), dans le département de la Creuse (à 23 km en amont du barrage d'Éguzon).
L'ouvrage fut mis en service en 1982 et EDF l'exploite au titre du décret de concession du 29 juin 1982. Son rôle est de réguler la Creuse et de produire de l'électricité.
Le barrage est de type « Contreforts » et à pour caractéristiques, une hauteur de 19,5 m, une longueur de 80 m, une altitude de crête à 255 m et une surface de la retenue de 38 ha (2300 milliers de m³) soit 3 km. La surface du bassin versant est de 1120 km².
La retenue alimente trois groupes de production hydroélectrique installé directement dans le corps de l'ouvrage (production annuelle 45 GWh).
En période de crue, aucune manœuvre d’exploitation n’est nécessaire du fait de la particularité de ces barrages dits « à crête déversante ». L’eau passe de l’amont à l’aval par-dessus le barrage.

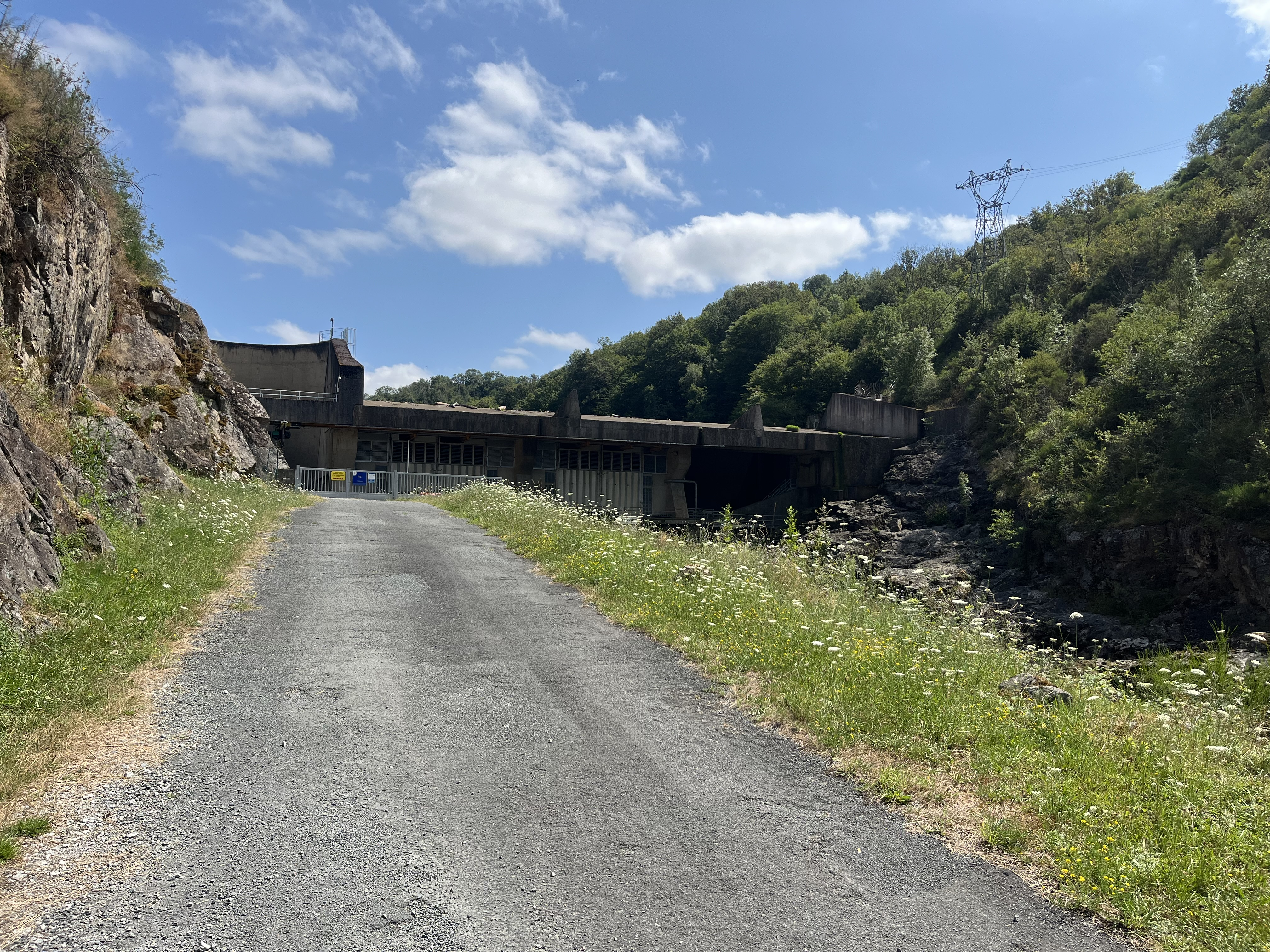
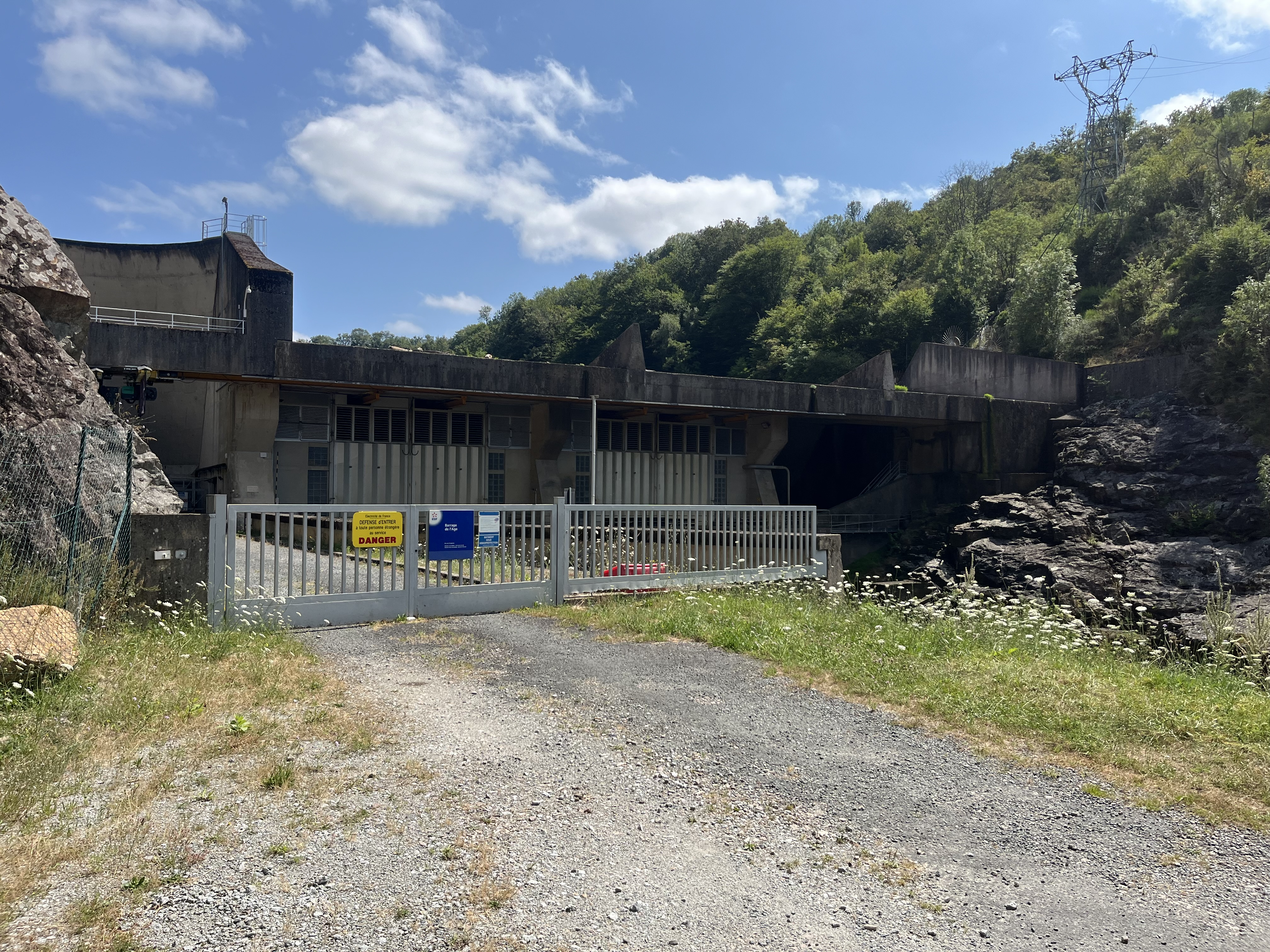
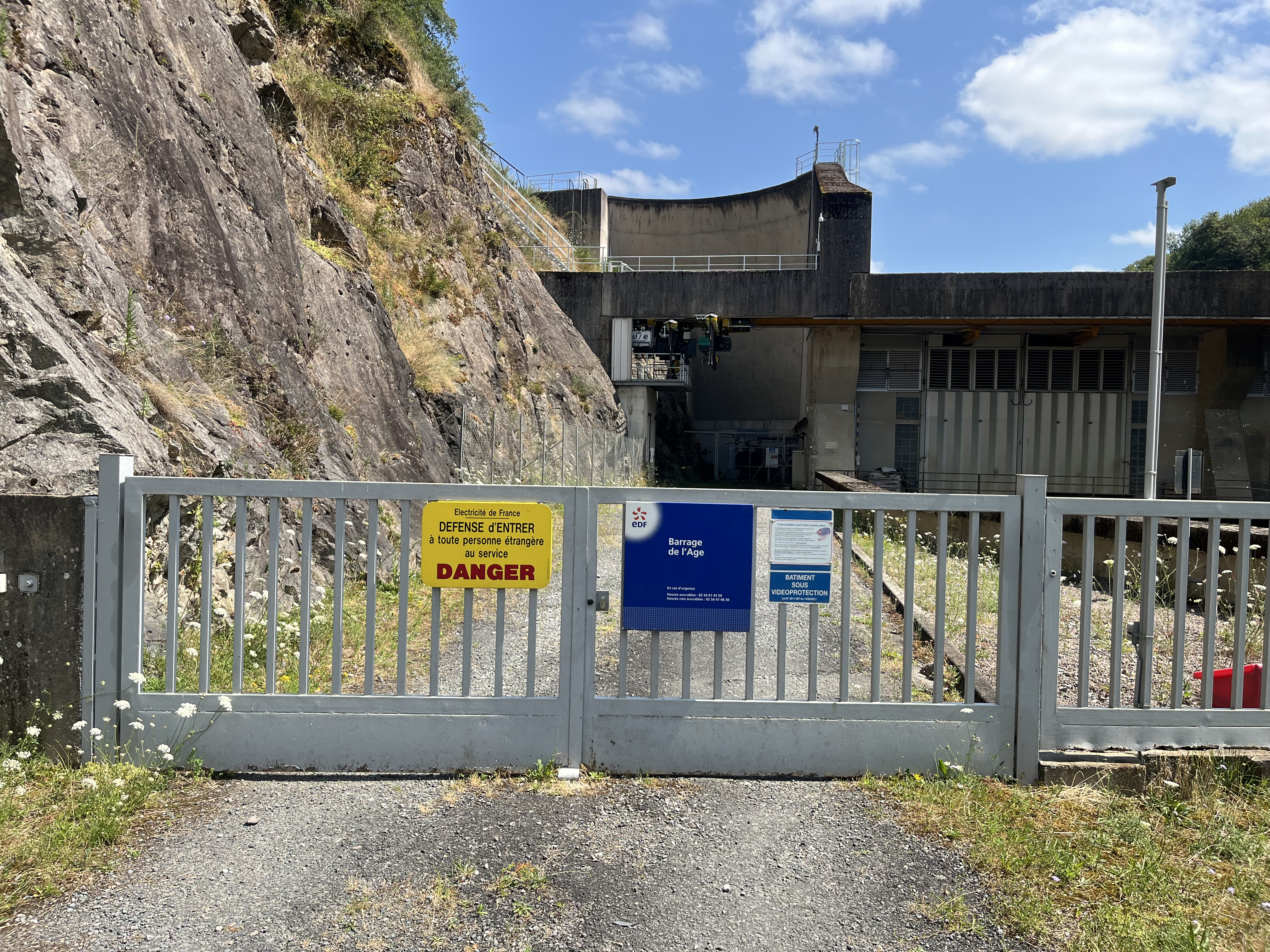
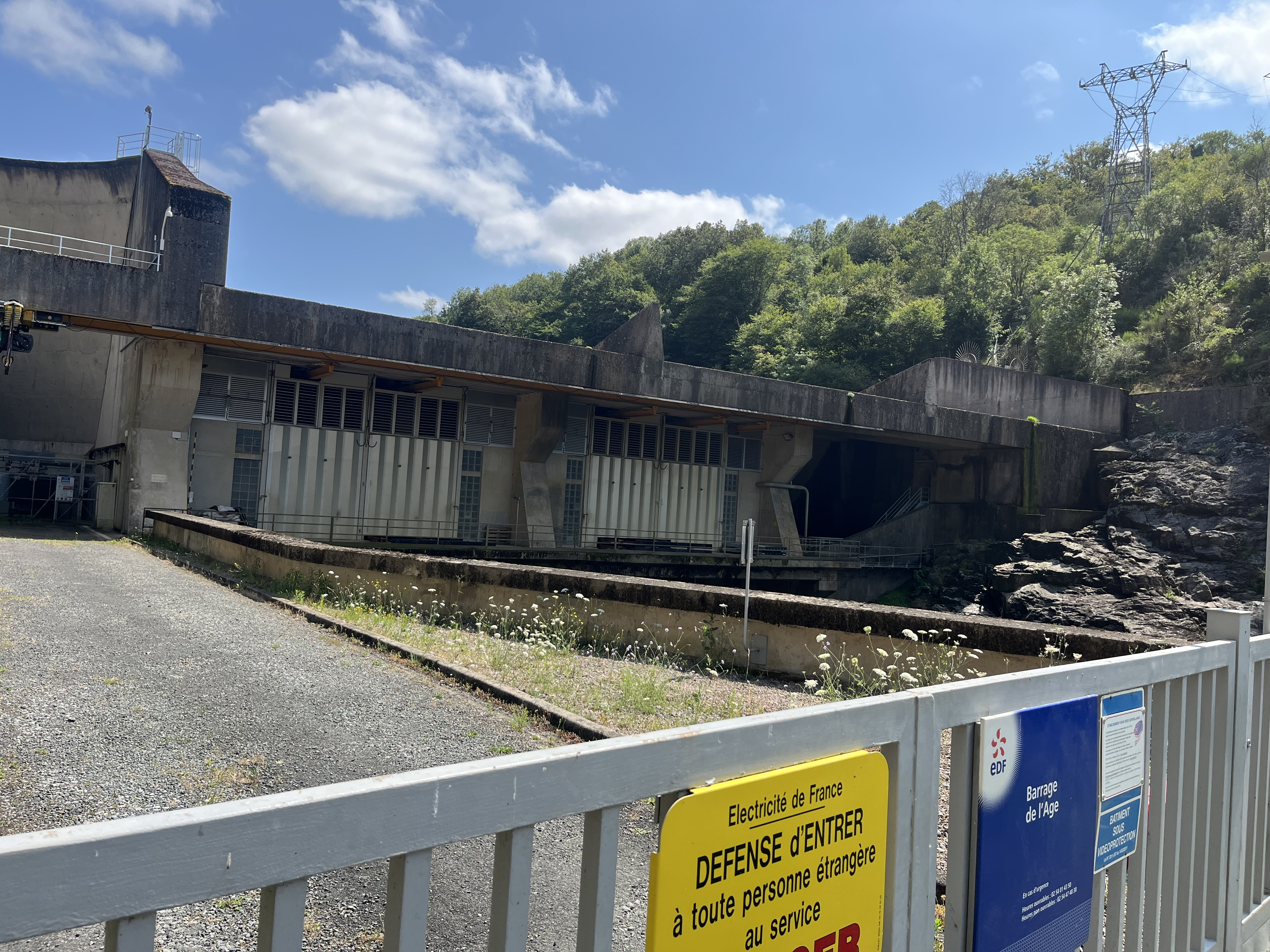

### La Roche-au-Moine
Le barrage de La Roche-au-Moine, se situe sur le territoire des communes de Gargilesse-Dampierre, (rive droite) et de Baraize (rive gauche), dans le département de l'Indre (à 6 km en aval du barrage d'Éguzon).
L'ouvrage fut mis en service en 1932,. Son rôle est de réguler la Creuse et de produire de l'électricité.
Le barrage est de type « Poids » et à pour caractéristiques, une hauteur de 17 m, une longueur de 125 m, une hauteur de chute de 16,55 m, une épaisseur de 19,5 m (base) et 2,7 m (crête), une altitude de crête à 146 m et une surface de la retenue de 70 ha (4280 milliers de m³) soit 8 km. La surface du bassin versant est de 2450 km².
La centrale fut mise en service, le 31 mars 1934 (c'est aussi une usine de démodulation). Elle est composée de trois groupes de production hydroélectrique installé directement dans le corps de l'ouvrage (production annuelle 21 GWh). Elle dispose de 7 vannes qui débite 75 m3/s et qui peut atteindre 200 m3/s à pleine ouverture.
Depuis la fin de l’année 2015, le barrage de la Roche au Moine dispose d’un automatisme numérique permettant de commander l’usine à distance depuis les logements du personnel.

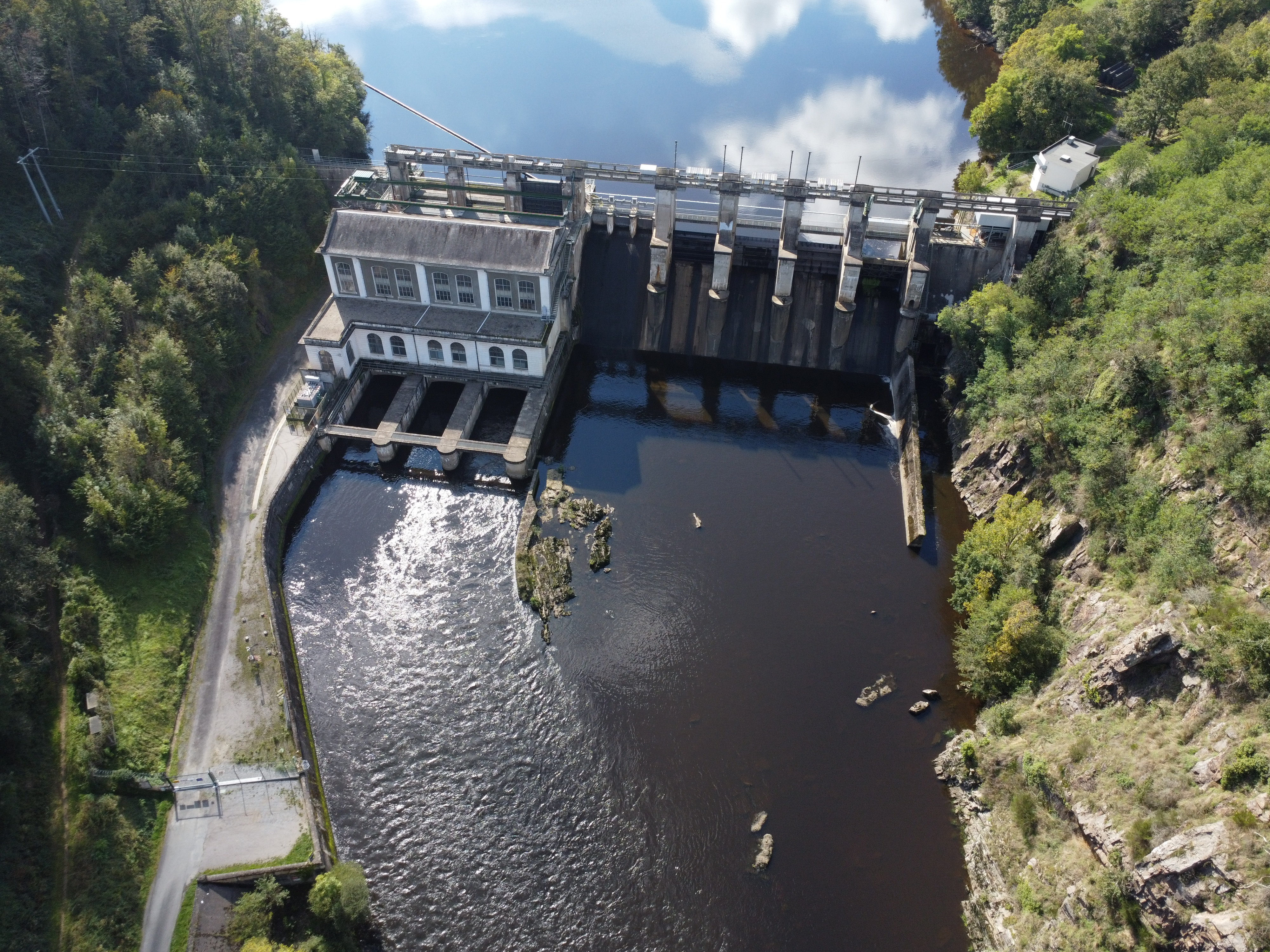
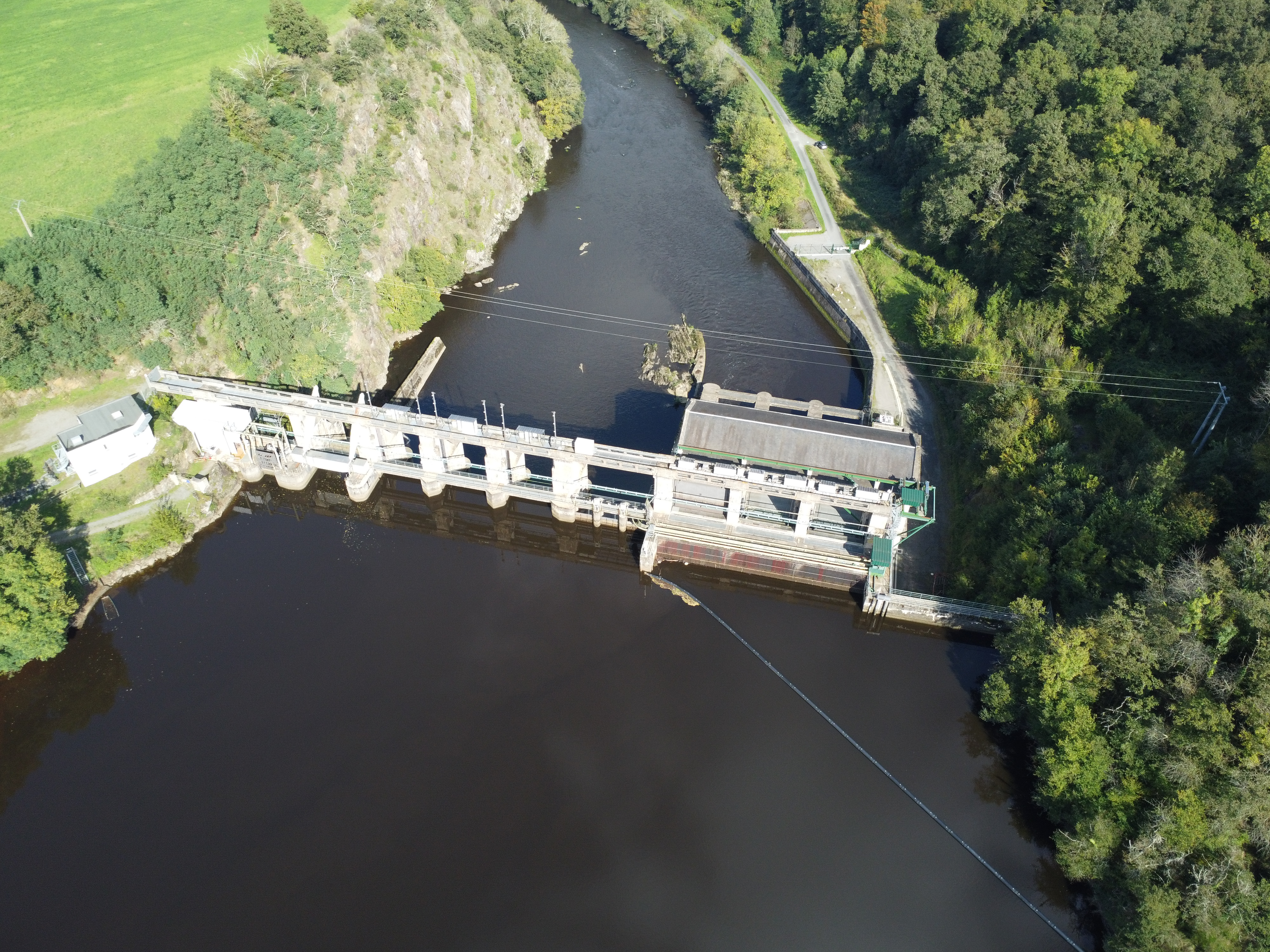
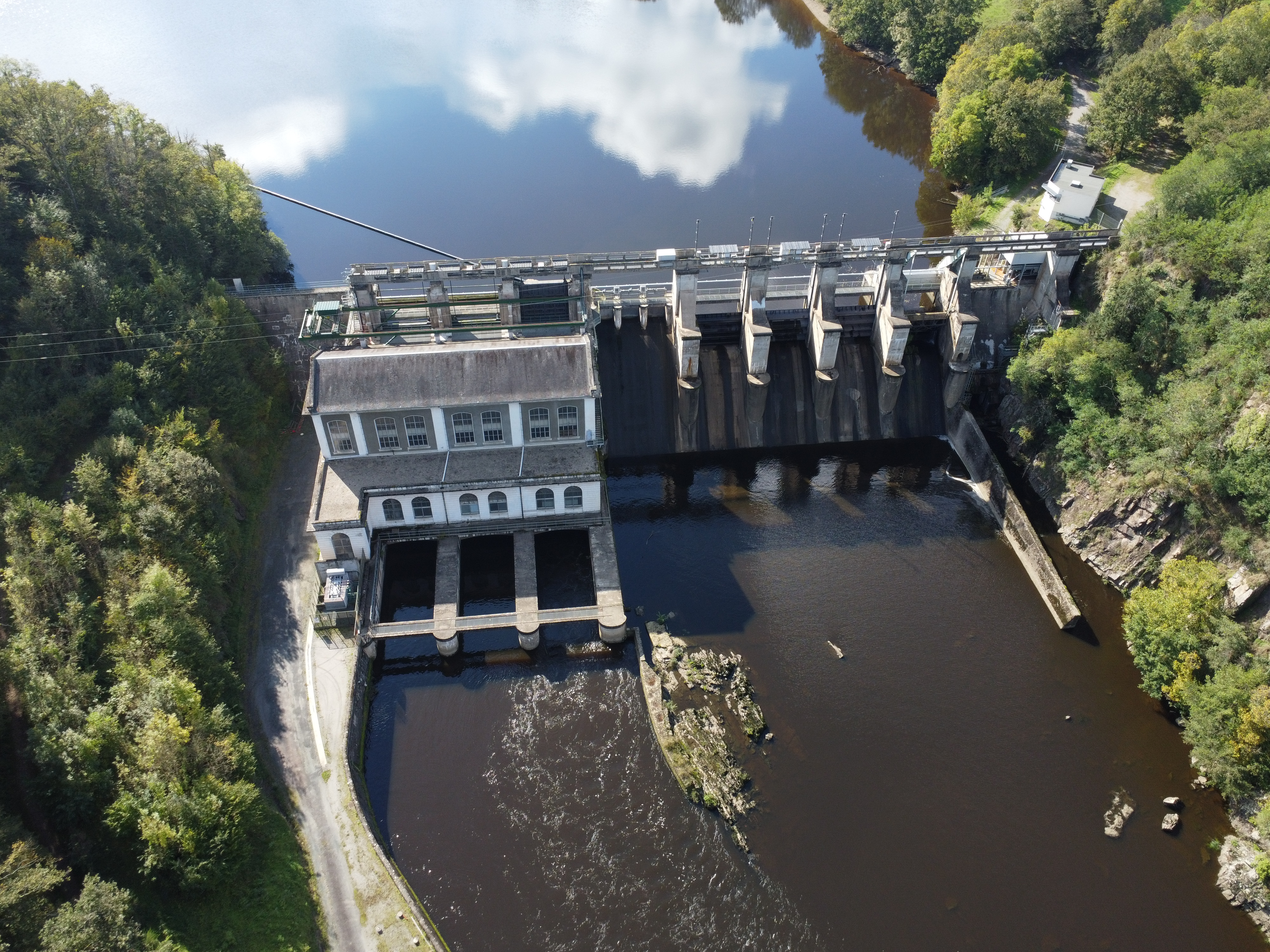
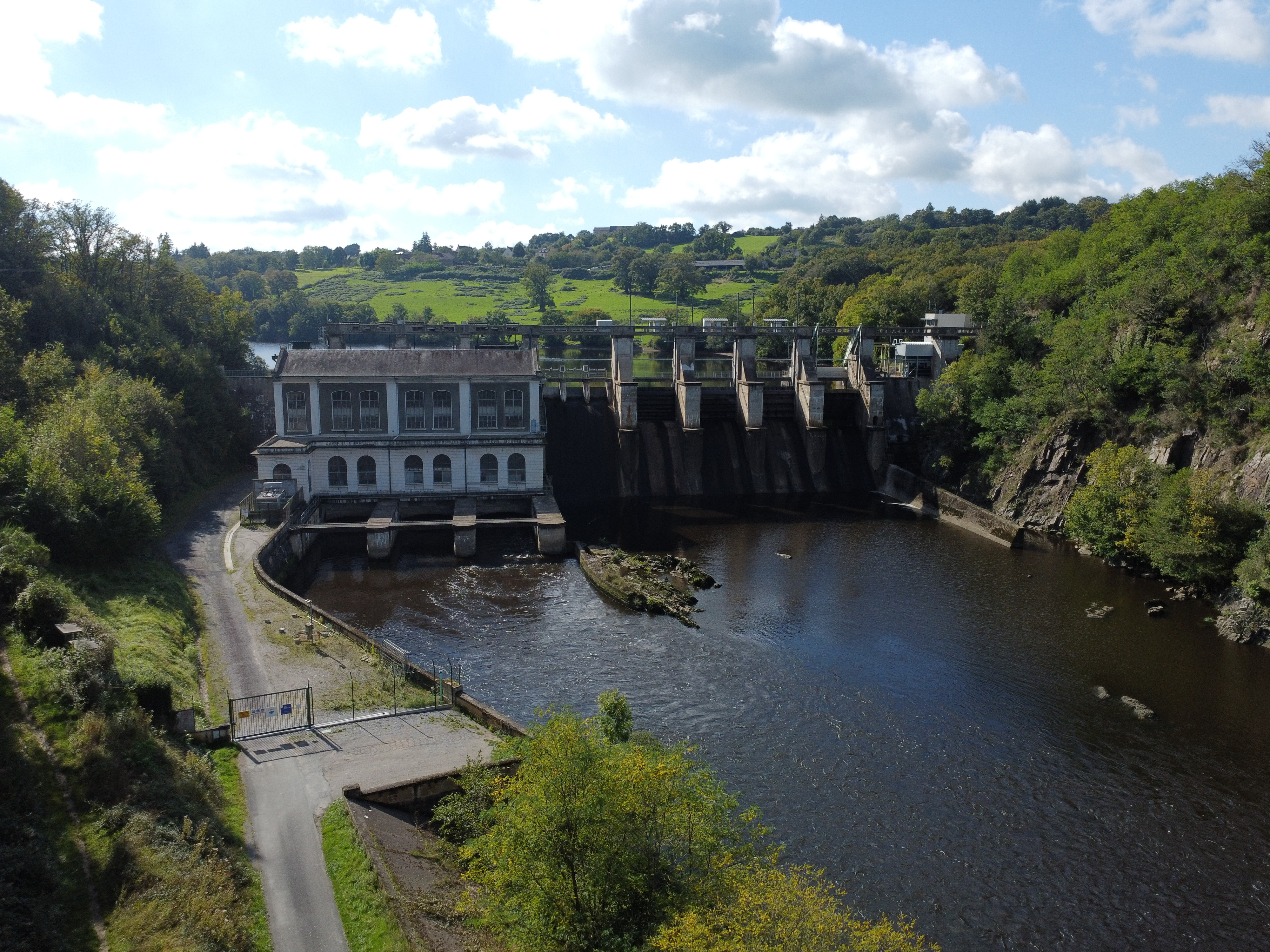

### La Roche-Bat-L'Aigue
Le barrage de La Roche-Bat-L'Aigue, se situe sur le territoire des communes de Badecon-le-Pin (rive droite) et de Ceaulmont (rive gauche), dans le département de l'Indre (à 9 km en aval du barrage d'Éguzon).
L'ouvrage fut mis en service en 1977 et EDF l'exploite. Son rôle est de réguler la Creuse et de produire de l'électricité.
Un premier barrage fut mis en service dès 1908 pour alimenter Argenton-sur-Creuse en électricité. Ce barrage est submergé et l'usine noyée en 1977 lors du rehaussement de l'actuel barrage.
Le barrage est de type « Contreforts » et à pour caractéristiques, une hauteur de 17 m, une longueur de 80 m, une hauteur de chute de 12 m, une altitude de crête à 127 m et une surface de la retenue de 29 ha (1560 milliers de m³). La surface du bassin versant est de 2550 km².
La retenue alimente deux groupes de production hydroélectrique installé directement dans le corps de l'ouvrage (production annuelle 15 GWh).

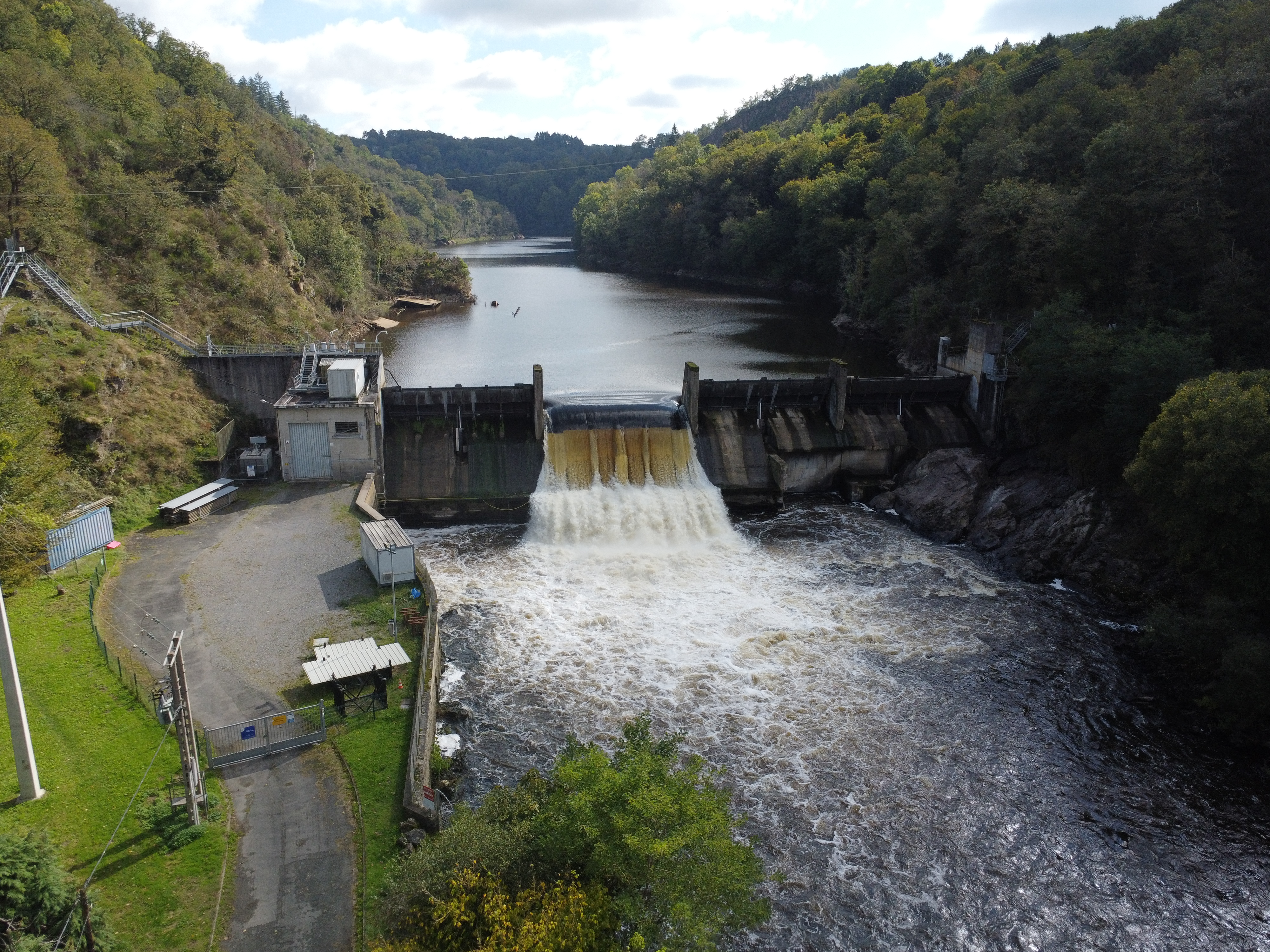
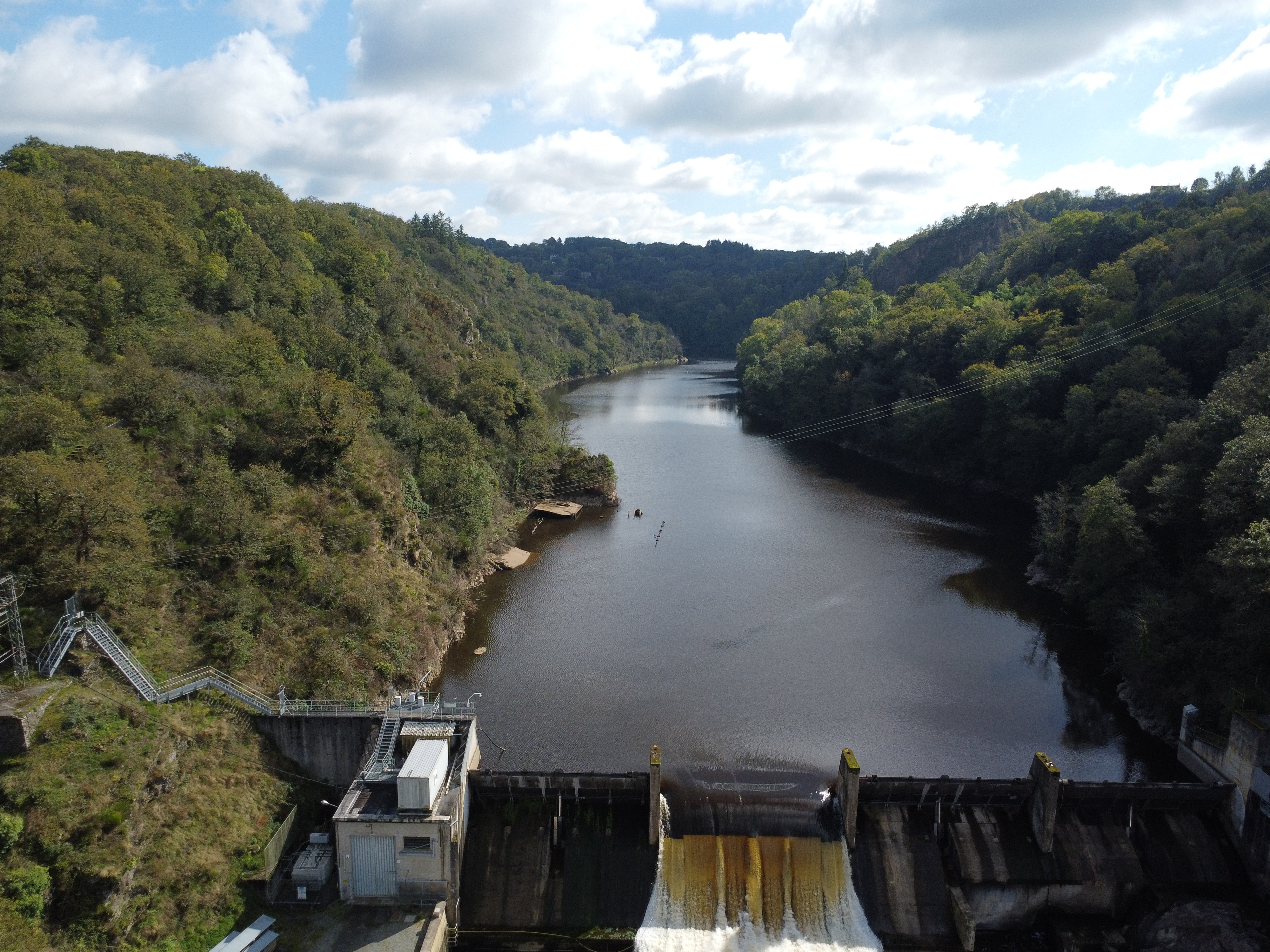
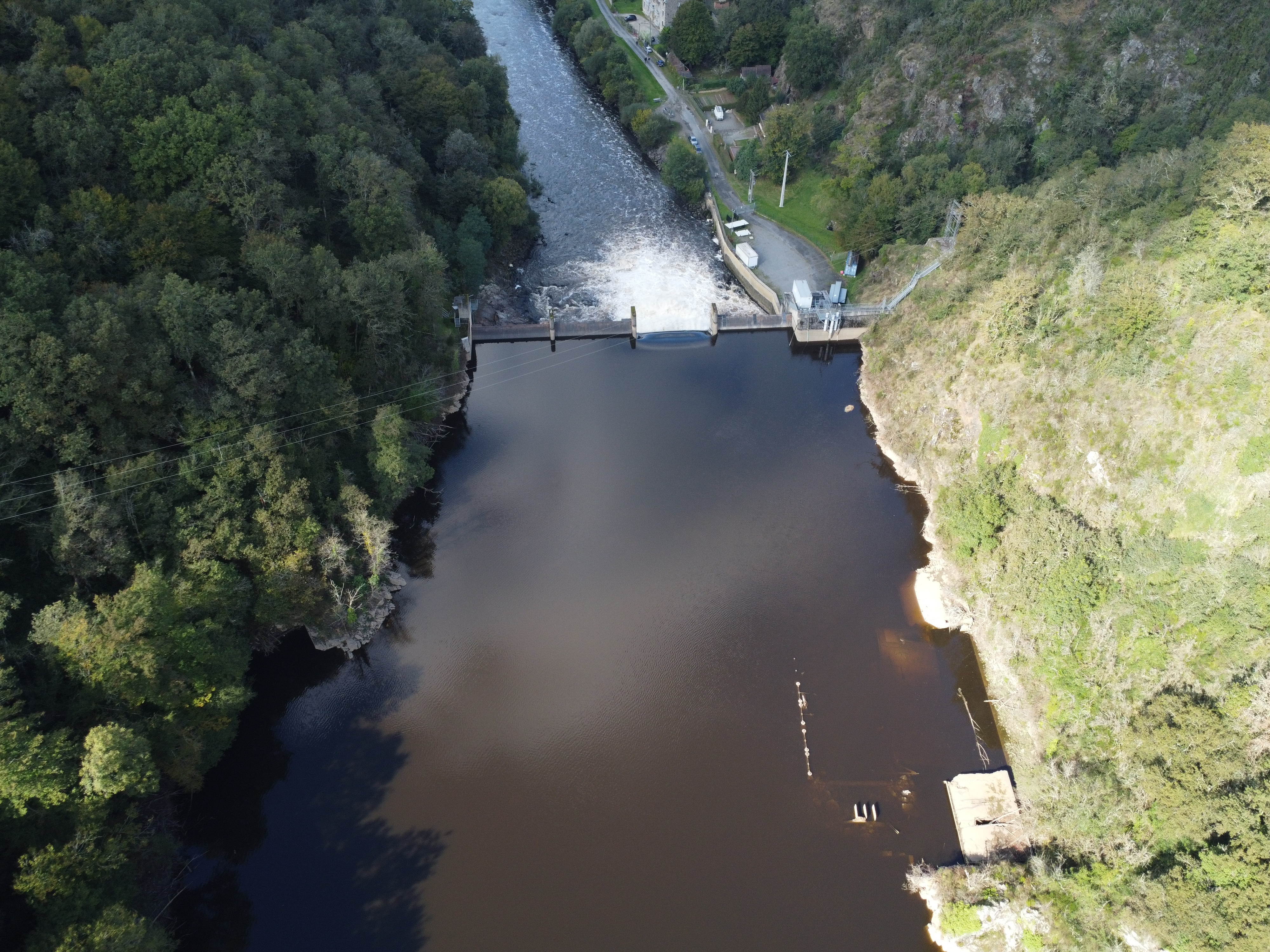
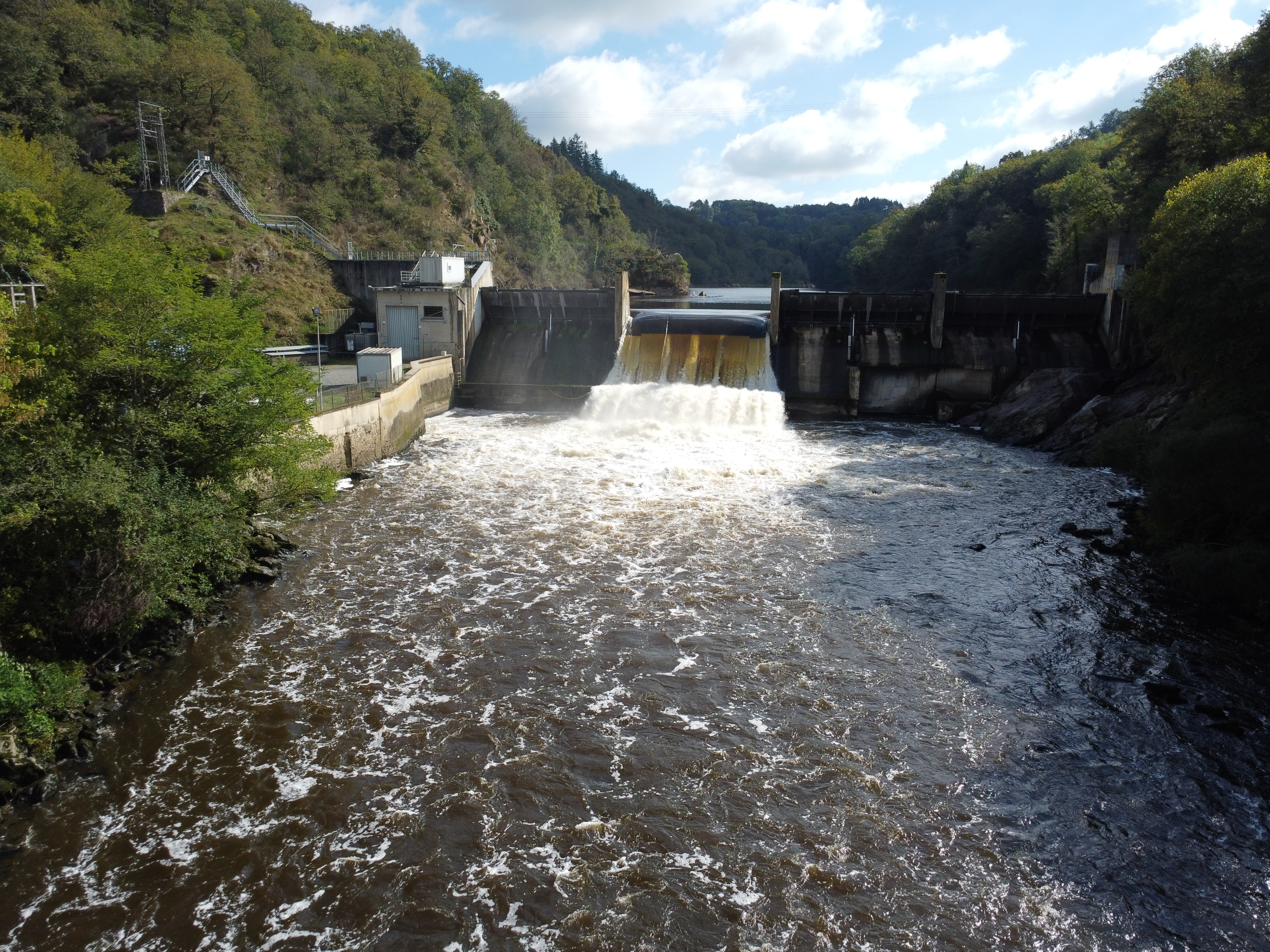

## Exploitation
L'unité de production Centre est une des cinq unités de production hydraulique dirigée par Électricité de France. Elle regroupe plusieurs « groupes d'exploitation hydraulique » (GEH) dont celui de Limoges dont fait partie le groupement d'Éguzon. La maintenance quotidienne est assurée par les agents du groupement d'usines d'Éguzon. En ce qui concerne la maintenance mécanique  spécialisée, ce sont les agents de la base d'intervention d'Ambazac qui interviennent.